# Ambrosio Padilla
Ambrosio "Paddy" B. Padilla (Manilla, 7 december 1910 - Quezon City, 11 augustus 1996) was een Filipijns jurist, basketballer en senator.

## Biografie
Ambrosio Padilla werd geboren op 7 december 1910 in San Miguel in de Filipijnse hoofdstad Manilla. Hij was het achtste kind uit een gezin van elf kinderen van voormalig afgevaardigde Nicanor Padilla en Isabel Bibby. Padilla behaalde in 1930 summa cum laude zijn bachelor of arts-diploma aan de Ateneo de Manila University. Aansluitend studeerde hij rechten aan de University of the Philippines, waar hij in 1934 als salutatorian (op een na beste) van zijn jaar afstudeerde. In hetzelfde jaar slaagde hij met de op twee na beste score voor het toelatingsexamen van de Filipijnse balie (bar exam).

### Basketballer
Tijdens zijn studententijd was Padilla op hoog niveau actief als basketballer. Hij was aanvoerder van het basketbalteam van Ateneo de Manila dat in 1928 het NCAA-kampioenschap veroverde. Later speelde hij voor het basketbalteam van the University of the Philippines. In 1930 maakte Padilla deel uit van het Filipijns nationaal basketbalteam dat in Tokio de gouden medaille won op de 9e Spelen van het Verre Oosten. Vier jaar later was hij aanvoerder van het Nationaal team dat in Manila opnieuw de titel op deze spelen won. In 1936 was Padilla aanvoerder van het nationaal basketbalteam op de Olympische Spelen van 1936 in Berlijn. De Filipijnen behaalde daar een vijfde plek, de beste prestatie uit de geschiedenis van de Olympische Spelen.

### Jurist
Kort na zijn afstuderen begon hij als advocaat bij het advocatenkantoor van Eulogio Revilla. Naast zijn werk als advocaat doceerde hij ook burgerlijk recht en strafrecht aan Manila Law School in 1937, Ateneo de Manila in 1938 en de University of the Philippines in 1939. Ook was hij examinator van de Filipijnse balie in deze rechtsgebieden. Later werd hij in 1945 senior partner van Padilla, Carlos and Fernando Law Firm tot hij in 1954 door president Ramon Magsaysay werd benoemd tot Solicitor-General van de Filipijnen en Government Corporate Counsel. Padilla schreef naast zijn werk ook vele boeken over recht.

### Senator
In 1957 nam Padilla ontslag om mee te kunnen doen aan de senaatsverkiezingen. Hij behaalde ruim 1,6 miljoen stemmen en eindigde daarmee op de zesde plaats, voldoende voor een van acht beschikbare zetels in de Senaat van de Filipijnen. In 1963 en in 1969 werd hij herkozen. Padilla was leider van de minderheid in de Senaat van 1958 tot 1960 en van 1966 tot 1969. Zijn termijn als senator eindigde in 1972 toen president Ferdinand Marcos het Filipijns Congres ophief na het uitroepen van de staat van beleg. Na de val van Marcos door de EDSA-revolutie werd hij in 1986 door president Corazon Aquino benoemd als lid van de Constitutionele Commissie die de nieuwe Filipijnse Grondwet van 1987 ontwierp.

### Sportbestuurder
Na zijn actieve sportloopbaan bleef Padilla actief in de sport in het algemeen en het basketbal in het bijzonder. Zo was hij lid en later voorzitter van de basketbalcommissie van de Philippine Amateur Athletic Federation (PAAF) van 1938 tot 1954. Vanaf 1955 was hij vicepresident van de PAAF. In 1962 werd Padilla gekozen tot voorzitter van de Basketball Association of the Philippines (BAP). In 1964 en 1966 werd hij herkozen. In 1956 werd hij in Melbourne gekozen tot vicepresident van de FIBA. Daarna werd hij in 1960 in Rome en 1964 in Tokio herkozen. Daarnaast werd hij in 1963 gekozen tot voorzitter van de Asian Basketball Confederation (ABC). In 1965 werd hij in Kuala Lumpur herkozen. Ook was Padilla vanaf 1962 vicepresident van het nationaal Filipijns Olympisch Comité, en chef de mission van de Filipijnen bij de Olympische Spelen van 1964 in Tokio.
Padilla overleed in 1996 op 85-jarige leeftijd. Hij was getrouwd met Lourdes de las Alas, de oudste dochter van minister van financiën en senator Antonio de las Alas en kreeg met haar tien kinderen: Josefina, Vicente, Francisco, Ambrosio jr, Lourdes, Felipe, Emmanuel, Alexander, Grace en Rosario.